# Neoparvicapsula ovalis
Neoparvicapsula ovalis is een microscopische parasiet uit de familie Parvicapsulidae. Neoparvicapsula ovalis werd in 1982 beschreven door Gaevskaya, Kovaljova & Shulman. 